# ニャルブイェ大虐殺
ニャルブイェ大虐殺（ニャルブイェだいぎゃくさつ、Nyarubuye massacre）は、1994年4月15日から4月16日にかけてルワンダ共和国キブンゴ県のニャルブイェで発生した大量虐殺事件。ルワンダ虐殺における主要な事件の1つであり、ツチと穏健派フツのおよそ2万人が殺害された。

## 概要

### 事件の背景
1994年4月6日、フツ出身のルワンダ大統領ジュベナール・ハビャリマナとブルンジ大統領シプリアン・ンタリャミラが搭乗していた航空機がミサイル攻撃を受けて撃墜され、両大統領が死亡した。このフツ出身の2人の大統領が何者かに暗殺された事件をきっかけに、フツ過激派民兵組織のインテラハムウェを中心としたフツによるツチへの抗議が激化、ツチや穏健派フツを襲撃し、暴行、虐殺する事件が各地で発生していった。この状況はルワンダ全土で1994年4月から6月まで続き、3箇月間で推定50万人から93万7000人、ルワンダの全人口のうち10%弱が虐殺された。また女性への性的暴行も組織的に行われ、この結果25万人から50万人の成人女性や少女が強姦され2000人から5000人が妊娠させられたことが明らかとなっている。

### ニャルブイェ大虐殺
1994年4月6日以降、ルワンダの首都キガリなどの主要地域でフツ過激派によるツチや穏健派フツへの襲撃や虐殺が相次いでいた。そのため、首都から東に約140キロのキブンゴ県ニャルブイェでも、危険を感じたニャルブイェのツチや穏健派フツは避難先を探し求めていた。フツ系の市長であるシルヴェストル・ガチュンビチ (Sylvestre Gacumbitsi) は、避難先として市内にあるニャルブイェカトリック教会を勧め、多くのツチと穏健派フツが教会へと避難した。しかし4月15日になると、市長はフツ過激派や市民を率いて教会へ現れ、避難民を襲撃、殺害し、略奪を行った。襲撃を行ったフツ過激派側の申し立てによれば、槍やナタ、手榴弾、自動小銃を用いて老若男女を問わず殺害したという。虐殺は翌16日まで行われ、最終的におよそ2万人が殺害された。なお、15日の夜には、被害者が逃亡できないように足をナタなどで切断した上で放置し、襲撃者らは宴会を行って一晩休んだ後、翌日になってから再び殺害を続けたことが知られている。
2003年12月3日、キブンゴ県ルキラの裁判所は、この大量虐殺事件で主要な役割を果たした18人の被告人に対して有罪判決を下した。虐殺事件の中心となった集団のリーダーであったギテラ・ルワムヒジ (Gitera Rwamuhizi) は無期懲役の宣告を受けたが、その後に有罪答弁を行い懲役25年への減刑を受けた。なお、残りの17人には7年から16年までの刑期が各々言い渡された。